# Simon Jan van Ooststroom
Simon Jan van Ooststroom (* 2. Januar 1906 in Rotterdam, Niederlande; † 28. September 1982 in Oegstgeest) war ein niederländischer Botaniker. Sein offizielles botanisches Autorenkürzel lautet „Ooststr.“; früher war auch das Kürzel „Ooststoom“ in Gebrauch.

## Leben
Ooststroom war von 1927 bis 1934 wissenschaftlicher Mitarbeiter des Botanischen Museums und des Herbariums in Utrecht; von der Universität Utrecht erhielt 1934 seinen Doktortitel. In der Folge war er zunächst Mitarbeiter, später Kurator des niederländischen Rijksherbarium in Leiden. Im Februar 1971 trat er in den Ruhestand.
Er sammelte während mehrerer Reisen durch Europa eine Vielzahl an Pflanzen. Ooststroom war Autor verschiedener taxonomischer Veröffentlichungen, hauptsächlich zu Windengewächsen (Convolvulaceae), und war von 1948 bis 1975 Mitherausgeber der Flora Neerlandica.

## Werke
- A monograph of the genus Evolvulus. 1934.